# Saint-Front, Haute-Loire
Saint-Front är en kommun i departementet Haute-Loire i regionen Auvergne-Rhône-Alpes i centrala Frankrike. Kommunen ligger i kantonen Fay-sur-Lignon som tillhör arrondissementet Le Puy-en-Velay. År 2022 hade Saint-Front 413 invånare.

## Befolkningsutveckling
Antalet invånare i kommunen Saint-Front
| Referens: INSEE |